# 桂枝加厚朴杏子湯
桂枝加厚朴杏子湯，又名桂枝加厚朴杏仁湯，為辛溫解表劑，主治外感傷風帶有微咳，以現代的話語來說，就是類似於氣管炎，支氣管炎、百日咳等病症。

## 出處
《傷寒論》．辨太陽病脈證并治法中：「太陽病下之，微喘者，表未解也，桂枝加厚朴杏子湯主之。」

## 功用
主治外感風寒，伴有不算嚴重的咳嗽；氣管炎暨支氣管炎。 

## 辨症要點
- 基本上病人不怕冷也不怕熱，但帶有咳嗽的現像，症狀上既不是小青龍湯症，也不是大青龍湯症。
- 吹風會覺得不舒服，有一點流汗。
- 本方所指稱的咳嗽，並不是由於腹滿或心下的水氣所引起，乃是誤用攻下的方法後，以致內氣上逆迫胸所引起的咳嗽。

## 應用時機
1. 太陽中風表症因有腹滿或便秘的狀況，誤用攻下劑所生之咳喘現象。
2. 若病人素來便有喘咳的毛病，一旦感冒（中風），因為造成太陽表氣不和，致使肺氣的宣發、肅降失調，從而引發了原有的咳嗽，此時仍要以新病為主，對於舊病應該安排在新病獲癒之後[2]，是故以桂枝湯為主，治療新病[3]，用厚朴來乾燥脾臟的濕氣，用杏仁來潤肺[4]。
3. 幼童身體較弱，常於感冒之時伴有喘咳的現像，若服用麻黃劑則會引起食慾不振，或身體倦怠，此時宜用本方[5]。

## 方劑組成 (漢制)
桂枝三兩、芍藥三兩、甘草三兩（炙）、大棗十二枚（擘）、厚朴二兩（炙、去皮）、杏仁五十個（去皮尖）。以水七千，微火煮取三升，去滓，溫服一升，覆取微汗。

## 方義
- 本方是說，太陽病仍有表症尚未痊癒時，如果兼有陽明症或是假的內實之症時，都要先處理表症，不能置表邪不顧而先攻下。換句話說，太陽症若伴有腹滿、便秘等應該攻下的症狀時，仍然需要先用桂枝湯驅解表邪，然後才能攻下[5]。
- 桂枝能發汗，鬆弛肌肉。芍藥亦能鬆弛肌肉，有止痛的效果。甘草能解毒，大棗能保護腸胃，厚朴能去濕氣，杏仁潤肺[6]。

## 相關方劑
- 桂枝湯

## 外部連結
- 桂枝湯 中藥方劑圖像數據庫 (香港浸會大學中醫藥學院) （中文）（英文）